# キラー・スナイパー
『キラー・スナイパー』（原題: Killer Joe）は、トレイシー・レッツ脚本、ウィリアム・フリードキン監督、マシュー・マコノヒー主演による2011年のアメリカ合衆国の南部ゴシック・コメディ映画である。レッツによる同名の舞台劇を原作としている。レッツとフリードキンのコラボレーションは2006年『BUG/バグ』に続いて2作連続である。

## あらすじ
ギャンブルで首が回らなくなったクリスは保険金目当ての母親殺害を思いつく。父親と義母も巻き込んで計画は練り上がっていき、直接の殺害は“キラー”ジョー・クーパーに依頼することに決めるが、いざ会ってみると『報酬の前払い』が仕事引き受けの条件だった。前金で金を用意出来ないクリス等と、条件を譲らないジョーの交渉は、クリスの妹ドティを担保にすることで急場しのぎの合意にこぎつける。殺人依頼は数日のうちに実行されるが、保険金受け取りの段に来て、話は筋書きと全く違う方向に展開していく。

## キャスト
役名、俳優、日本語吹替。
- “キラー”ジョー・クーパー - マシュー・マコノヒー（檀臣幸）
- クリス・スミス - エミール・ハーシュ（森久保祥太郎）
- ドティー・スミス - ジュノー・テンプル（福島亜美）
- シャルラ・スミス - ジーナ・ガーション（東條加那子）
- アンセル・スミス - トーマス・ヘイデン・チャーチ（中村浩太郎）
- ディガー・ソームズ - マーク・マコーレイ（英語版）

## レイティング
アメリカ合衆国ではMPAAよりNC-17指定を受けた。それに対する抗議が失敗した後、LDエンターテインメントは2012年7月27日にNC-17でノーカット版を公開することを発表した。2012年10月23日、MPAAが折れ、アメリカ合衆国でアンレイテッド版のDVDとBlu-ray Discが発売された。また、再編集されたR指定版も公開された。
イギリスでは「強い流血とサディスティックな暴力と性的要素」を理由にBBFCから18歳未満観賞禁止とされた。

## 公開
ワールド・プレミアは第68回ヴェネツィア国際映画祭で行われた。北米では第36回トロント国際映画祭で初公開され、LDエンターテインメントが配給権を獲得した。
イギリスでは2012年6月20日にエディンバラ国際映画祭のガラ・オープニングでプレミア上映された。スコットランド博物館で行われたアフター・パーティでフリードキンとガーションが登場した。イギリスでは同年6月29日に劇場公開された。

### 興行収入
アメリカ合衆国とカナダでは198万7762ドル、その他の国々で167万7307ドル、全世界で366万5069ドルを売り上げている。製作費は約1000万ドルである。

### 批評家の反応
Rotten Tomatoesでは159件のレビューで支持率は78%、平均点は10点満点で6.8点となった。サイト側による評価の総意は「暴力的、どす黒いギャグ、そして俳優たちの力強い演技。たとえ構想がいくつか毒々し過ぎるものであっても、本作はウィリアム・フリードキンの失われていない作風を再確認させてくれる」である。

### 受賞とノミネート
| 映画祭・賞                       | 部門       | 候補                     | 結果       |
| -------------------------------- | ---------- | ------------------------ | ---------- |
| ヴェネツィア国際映画祭           | 金獅子賞   | ウィリアム・フリードキン | ノミネート |
| インディペンデント・スピリット賞 | 主演男優賞 | マシュー・マコノヒー     | ノミネート |
| トロント映画批評家協会賞         | 助演女優賞 | ジーナ・ガーション       | 受賞       |
| サンディエゴ映画批評家協会賞     | 助演男優賞 | マシュー・マコノヒー     | ノミネート |